# 袁樸
袁樸（1904年10月23日—1991年1月19日），字茂松，湖南新化人，中華民國陸軍官校第1期步科第6隊，陸軍大學特別班第2期，革命實踐研究院第10期，圓山軍官團高級班第1期畢業。在國民革命軍內派系中屬於胡宗南系。歷任國民革命軍第8師師長，國民革命軍第八十軍軍長。
抗日戰爭後因八十軍撤裁，屬於編餘人員的袁樸被調入位於西安的陸軍第十五軍官總隊擔任副總隊長，後升任隊長。隨著國共內戰升溫以及胡宗南系部隊的持續折損，民國三十七（1948）年袁樸調為國民革命軍第十六軍軍長，該軍在平津會戰中跟隨傅作義投降中國人民解放軍，袁樸在傅作義決定投降前得到蔣中正派機救援，與一干不願意投降的高階將領自北平乘機南返。
歸建後，袁樸返回西安，擔任西安綏靖公署幹部訓練團任教育長，後隨著胡宗南撤入四川省，最後隨胡宗南搭機撤往臺灣省。
抵達臺灣後，袁樸先是任命為無實權的中將參議，民國四十一年（1952）調入臺灣東部防守區司令部擔任司令官，東部防守區司令部後更名為預備兵團司令部，袁樸續任該單位司令官。
民國四十三年（1954）9月，調入陸軍第二野戰軍團司令部，擔任副司令官。
民國四十六（1957）年，回任預備兵團司令部擔任指揮官，隔年轉任陸軍野戰第一軍團司令官。
民國五十年（1961），升任中華民國陸軍總司令部副總司令，晉升二級上將。民國五十三年（1964）卸任，轉任統統府戰略顧問。
退役後，袁樸擔任富格林投資公司董事，該公司後涉及金融犯罪，1989年12月14日，富格林董事、總統府戰略顧問袁樸被臺北地方法院以違反銀行法判二年有期徒刑。